# 극강 매직스워드
《극강 매직스워드》(Mighty Magiswords 마이티 매지소즈[*])는 카일 A. 카로자가 기획한 미국의 플래시 판타지 코미디 애니메이션이다. 카툰 네트워크가 텔레비전보다 먼저 웹으로 공개한 첫 작품으로, 웹 단편은 2015년 5월 6일 카툰 네트워크의 모바일 애플리케이션을 통해 공개되었다. 러프 드래프트 코리아와 동우에이앤이는 제작을 취소했다.
카툰 네트워크는 웹 단편으로 먼저 제작된 《극강 매직스워드》를 텔레비전 장편으로 2016년 9월 29일에 공개하겠다고 그해 6월 13일 말했다. 공식 공개일 전 2016년 9월 5일에 "Mushroom Menace"편이 먼저 방송되었다. 대한민국에서는 디지털 단편이 2017년 2월 13일에, 본편은 그해 3월 13일부터 방송되었다.

## 줄거리
쌍둥이 남매인 프로야스와 뱀버는 출장 사무소를 운영하면서 마법의 도검인 매직스워드를 모으기 위해 의뢰인의 요청을 수행하고 여러 곳을 누비며 모험을 한다.

## 제작
《극강 매직스워드》는 닉툰스의 텔레비전 프로그램인 《랜덤! 카툰스》에 삽입된 단편 《MooBeard: The Cow Pirate》를 기획하고 스토리보드 작업 및 목소리 연기를 한 카일 A. 카로자가 기획하였다. 플래시로 제작된 이 작품은 카툰 네트워크가 텔레비전보다 온라인에서 먼저 공개한 첫 시리즈다.

## 등장인물

### 주요
- 프로야스 (성우: 카일 A. 카로자/김혜성): 프로야스는 뱀버의 남동생이다. 돌고래 매직스워드를 선호해서 그가 좋아하는 동물은 돌고래이다. 아코디언을 연주할 줄 아는데, 이 캐릭터의 성우인 카일 카로자는 아코디언을 연주하는 음악가이다.
- 뱀버 (성우: 그레이 딜라일-그리핀/최하나): 뱀버는 프로야스의 누나이다. 남동생인 프로야스처럼 충동적이지만, 좀 더 논리적으로 생각하고 덜 순진하다. 뱀버는 남동생과 비교해 현실적이고 덜 감정적이다.
- 그럽 (성우: 카일 A. 카로자/권성혁)

### 조연
- 잰지 공주 (성우: 그레이 딜라일-그리핀/사문영)
- 스칼리번 (성우: 루크 시엔코우스키/남도형)
- 필 (성우: 에릭 바우자/홍시호)
- 호퍼스 (성우: 에릭 바우자/이상범)
- 옴니버스 (성우: 할 루블린/위훈)
- 노히야스 (성우: 카일 A. 카로자/위훈)
- 시몬 (성우: 린제이 스미스-카로차/이명희)
- 스푸니 (성우: 카일 메시/김정훈)
- 랄피오 (성우: 미스터 로런스/이상범)

## 에피소드
| 시즌 | 시즌 | 회수 | 방송 날짜       | 방송 날짜       |
| 시즌 | 시즌 | 회수 | 시즌 시작       | 시즌 종료       |
| ---- | ---- | ---- | --------------- | --------------- |
|      | 1    | 52   | 2016년 9월 5일  | 2018년 4월 29일 |
|      | 2    | 40   | 2018년 4월 30일 | 2019년 5월 17일 |